# Deltocephalus porticus
Deltocephalus porticus är en insektsart. Deltocephalus porticus ingår i släktet Deltocephalus och familjen dvärgstritar. Utöver nominatformen finns också underarten D. p. immaculatus.